# Ethe
Ethe is een dorp in de Belgische provincie Luxemburg, en een deelgemeente van de Waalse stad Virton. Ethe was een zelfstandige gemeente, tot die bij de gemeentelijke herindeling van 1977 toegevoegd werd aan de gemeente Virton.
Ethe ligt langs de weg van Virton naar Aarlen. De Ton stroomt door het dorp.

## Bekende personen
- Camille de Briey is hier gestorven.
- Albert Hustin is hier geboren.

## Geschiedenis
Aan het begin van de Eerste Wereldoorlog op 23 augustus 1914 werden 218 burgers omgebracht door troepen van de 46ste, 47ste, 50ste en 6de infanterieregimenten van het Duitse leger. Ook 256 huizen werden verwoest.

## Demografische ontwikkeling
- Bronnen:NIS, Opm:1831 tot en met 1970=volkstellingen

## Bezienswaardigheden
- Kasteel van Laclaireau

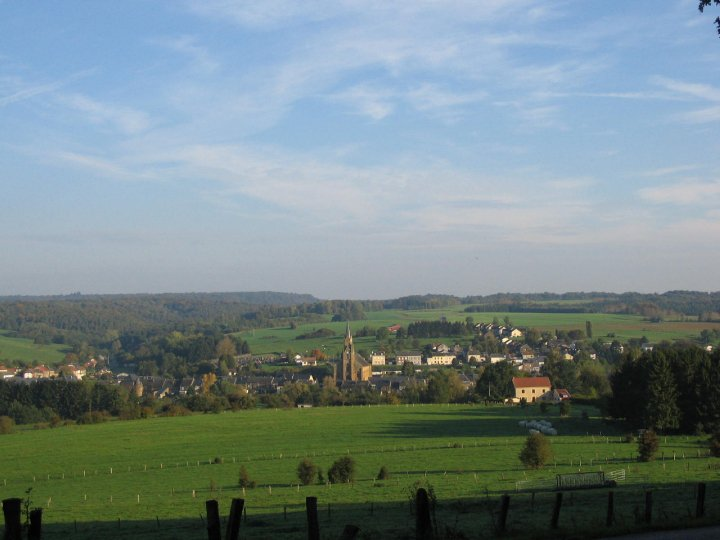
Uitzicht over Ethe
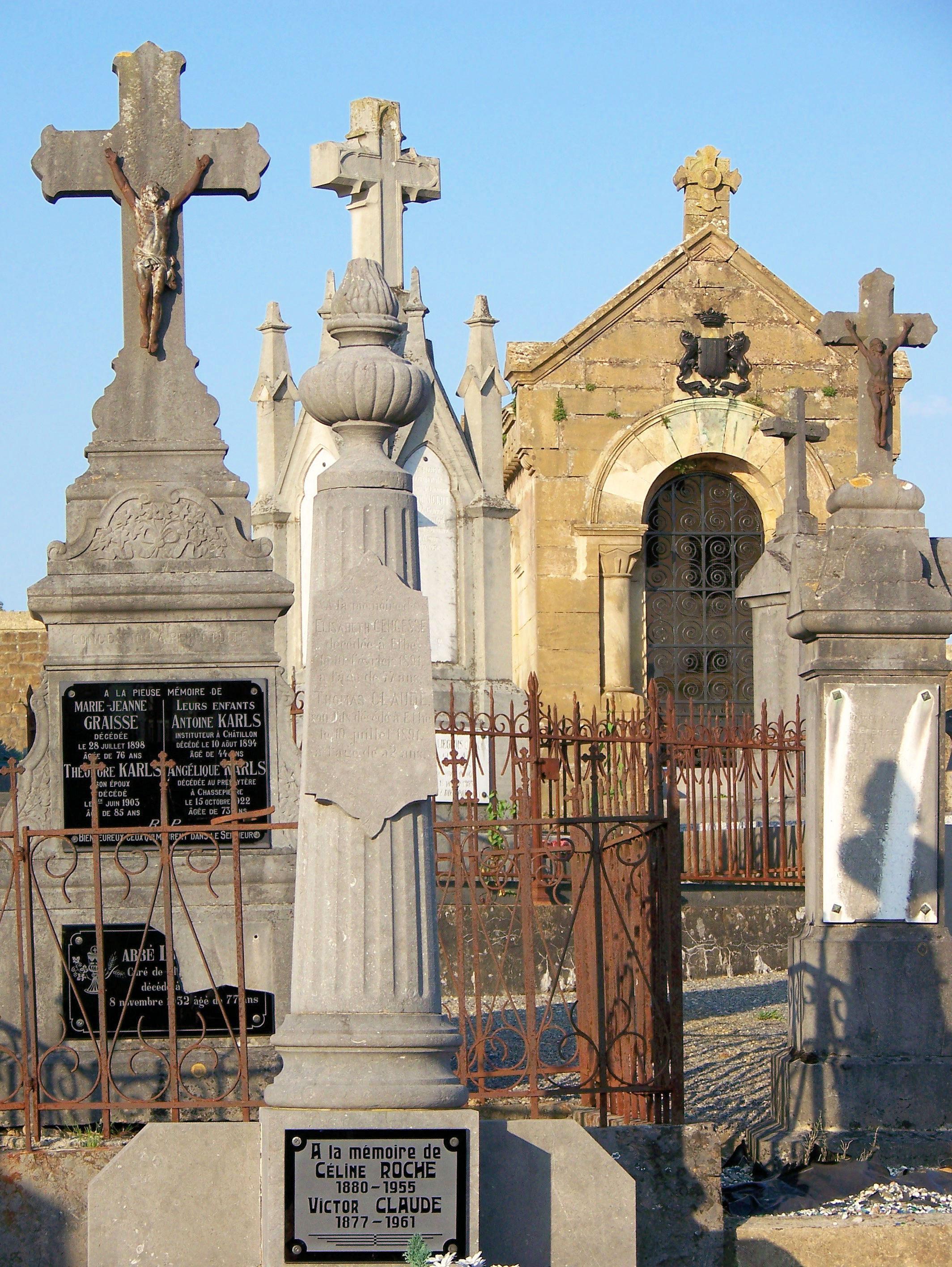
Deel van de begraafplaats van Ethe

Deelgemeenten: Bleid · Ethe · Latour · Ruette · Saint-Mard · Virton

Overige dorpen: Chenois · Gomery · Grandcourt · Saint-Remy

Belgische gemeenten · Arrondissement Virton · Luxemburg · Wallonië